# Petrochromis famula
Petrochromis famula là một loài cá thuộc họ Cichlidae. Nó được tìm thấy ở khắp the shallow, rocky shoreline of Lake Tanganyika.